# رئیس‌الوزرای افغانستان
نخست‌وزیر افغانستان یا به طور رسمی رئیس‌الوزرای افغانستان، رئیس دولت امارت اسلامی افغانستان است.

## صدراعظم‌های افغانستان
- سید نورمحمدشاه خان فوشنجی[۲] (۱۸۷۴–۲۶ مارس ۱۸۷۶ م): صدراعظم شیرعلی خان (نخستین رئیس کابینهٔ افغانستان)
- شیردل خان شاغاسی در (۱۲۹۱ ق - ۱۸۷۴م) لوی نائب (لویناب) شیرعلی خان
- مستوفی حبیب‌الله خان صدراعظم (مارس ۱۸۷۹–؟): صدراعظم شیرعلی خان و محمدیعقوب خان
- سردار عبدالقدوس خان اعتمادالدوله: صدراعظم امان‌الله خان
- شاغاسی عبدالعزیز خان بارکزائی: صدر اعظم امان‌الله خان و علی احمد خان

| صدراعظم | صدراعظم                 | تصویر | زندگی                  | تصدی            | تصدی              | تصدی           | حزب                      |
| صدراعظم | صدراعظم                 | تصویر | زندگی                  | شروع تصدی       | ختم تصدی          | مدت            | حزب                      |
| --- | ----------------------- | ----- | ---------------------- | --------------- | ----------------- | -------------- | ------------------------ |
| پادشاهی افغانستان (۱۹۲۶–۱۹۷۳)                                                                                             |                         |       |                        |                 |                   |                |                          |
| | سردار شیراحمد           |       | ۱۸۸۵ متولد             | ۱۹۲۷            | ۱۹۲۹              | ۱ سال          | سیاستمدار                |
| صدراعظم؛ برکنار شد | سردار شیراحمد           |       | ۱۸۸۵ متولد             |                 |                   |                |                          |
| | سردار شیرجان            |       | متوفی ۱۹۲۹             | ۱۹۲۹            | ۱۹۲۹              | ۳۰۴ روز        | سیاستمدار                |
| صدراعظم؛ برکنار شد | سردار شیرجان            |       | متوفی ۱۹۲۹             |                 |                   |                |                          |
| | سردار محمدهاشم‌خان       |       | ۱۸۸۴ ۱۹۵۳              | ۱۹۲۹            | ۱۹۴۶              | ۱۶ سال         | سیاستمدار                |
| صدراعظم؛ عضو خاندان مصاحبان؛ برکنار شد                                                                                    | سردار محمدهاشم‌خان       |       | ۱۸۸۴ ۱۹۵۳              |                 |                   |                |                          |
| | سردار شاه‌محمودخان       |       | ۱۸۹۰ ۱۹۵۹              | ۱۹۴۶            | ۱۹۵۳              | ۷ سال          | سیاستمدار                |
| صدراعظم؛ عضو خاندان مصاحبان؛ برکنار شد                                                                                    | سردار شاه‌محمودخان       |       | ۱۸۹۰ ۱۹۵۹              |                 |                   |                |                          |
| | سردار محمدداودخان       |       | ۱۹۰۹ ۱۹۷۸              | ۱۹۵۳            | ۱۹۶۳              | ۹ سال          | سیاستمدار                |
| صدراعظم؛ عضو خاندان مصاحبان؛ برکنار شد                                                                                    | سردار محمدداودخان       |       | ۱۹۰۹ ۱۹۷۸              |                 |                   |                |                          |
| | محمد یوسف               |       | ۱۹۱۷ ۱۹۹۸              | ۱۹۶۳            | ۱۹۶۵              | ۳ سال          | سیاستمدار                |
| صدراعظم | محمد یوسف               |       | ۱۹۱۷ ۱۹۹۸              |                 |                   |                |                          |
| | محمدهاشم میوندوال       |       | ۱۹۱۹ ۱۹۷۳              | ۱۹۶۵            | ۱۹۶۷              | ۲ سال          | سیاستمدار (تا ۱۹۶۶)      |
| ح.م.د. ا | محمدهاشم میوندوال       |       | ۱۹۱۹ ۱۹۷۳              | ۱۹۶۵            | ۱۹۶۷              | ۲ سال          |                          |
| صدراعظم | محمدهاشم میوندوال       |       | ۱۹۱۹ ۱۹۷۳              |                 |                   |                |                          |
| | عبدالله یکتا            |       | ۱۹۱۴ ۲۰۰۳              | ۱۹۶۷            | ۱۹۶۷              | ۲۱ روز         | سیاستمدار                |
| صدراعظم؛ موقت | عبدالله یکتا            |       | ۱۹۱۴ ۲۰۰۳              |                 |                   |                |                          |
| | نوراحمد اعتمادی         |       | ۱۹۲۱ ۱۹۷۹              | ۱۹۶۷            | ۱۹۷۱              | ۴ سال          | سیاستمدار                |
| صدراعظم | نوراحمد اعتمادی         |       | ۱۹۲۱ ۱۹۷۹              |                 |                   |                |                          |
| | عبدالظاهر               |       | ۱۹۱۰ ۱۹۸۲              | ۱۹۷۱            | ۱۹۷۲              | ۱ سال          | سیاستمدار                |
| صدراعظم | عبدالظاهر               |       | ۱۹۱۰ ۱۹۸۲              |                 |                   |                |                          |
| | محمدموسی شفیق           |       | ۱۹۳۲ ۱۹۷۹              | ۱۹۷۲            | ۱۹۷۳              | ۲۴۷ روز        | سیاستمدار                |
| صدراعظم؛ در انقلاب ثور خلع شد                                                                                             | محمدموسی شفیق           |       | ۱۹۳۲ ۱۹۷۹              |                 |                   |                |                          |
| جمهوری افغانستان (۱۹۷۳–۱۹۷۸)                                                                                              |                         |       |                        |                 |                   |                |                          |
| | سردار محمدداودخان       |       | ۱۹۰۹ ۱۹۷۸              | ۱۹۷۳            | ۱۹۷۸              | ۵ سال          | سیاستمدار                |
| صدراعظم؛ وزیر دفاع، رئیس‌جمهور                                                                                             | سردار محمدداودخان       |       | ۱۹۰۹ ۱۹۷۸              |                 |                   |                |                          |
| جمهوری دموکراتیک افغانستان (۱۹۷۸–۱۹۹۲)                                                                                    |                         |       |                        |                 |                   |                |                          |
| | نورمحمد تره‌کی           |       | ۱۹۱۷ ۱۹۷۹              | ۱۹۷۸            | ۱۹۷۹              | ۳۳۰ روز        | ح.د.خ. ا خلقی            |
| رئیس شورای وزیران؛ ترور شد                                                                                                | نورمحمد تره‌کی           |       | ۱۹۱۷ ۱۹۷۹              |                 |                   |                |                          |
| | حفیظ‌الله امین           |       | ۱۹۲۹ ۱۹۷۹              | ۱۹۷۹            | ۱۹۷۹              | ۲۷۵ روز        | ح.د.خ. ا خلقی            |
| رئیس شورای وزیران؛ اعدام شد                                                                                               | حفیظ‌الله امین           |       | ۱۹۲۹ ۱۹۷۹              |                 |                   |                |                          |
| | ببرک کارمل              |       | ۱۹۲۹ ۱۹۹۶              | ۱۹۷۹            | ۱۹۸۱              | ۱ سال          | ح.د.خ. ا پرچمی           |
| رئیس شورای وزیران | ببرک کارمل              |       | ۱۹۲۹ ۱۹۹۶              |                 |                   |                |                          |
| | سلطان‌علی کشتمند         |       | متولد ۱۹۳۵             | ۱۹۸۱            | ۱۹۸۸              | ۷ سال          | ح.د.خ. ا پرچمی           |
| رئیس شورای وزیران؛ دور اول                                                                                                | سلطان‌علی کشتمند         |       | متولد ۱۹۳۵             |                 |                   |                |                          |
| | محمدحسن شرق             |       | متولد ۱۹۲۵             | ۱۹۸۸            | ۱۹۸۹              | ۲۷۱ روز        | پرچمی                    |
| رئیس شورای وزیران؛ برکنارشد                                                                                               | محمدحسن شرق             |       | متولد ۱۹۲۵             |                 |                   |                |                          |
| | سلطان‌علی کشتمند         |       | متولد ۱۹۳۵             | ۱۹۸۹            | ۱۹۹۰              | ۱ سال          | ح.د.خ. ا پرچمی           |
| رئیس شورای وزیران؛ دور دوم                                                                                                | سلطان‌علی کشتمند         |       | متولد ۱۹۳۵             |                 |                   |                |                          |
| | فضل حق خالقیار          |       | ۱۹۳۴ ۲۰۰۴              | ۱۹۹۰            | ۱۹۹۲              | ۲ سال          | ح.د.خ. ا پرچمی (تا ۱۹۹۰) |
| ح.د.خ. ا جناح مرکزی | فضل حق خالقیار          |       | ۱۹۳۴ ۲۰۰۴              | ۱۹۹۰            | ۱۹۹۲              | ۲ سال          |                          |
| رئیس شورای وزیران؛ استعفا داد                                                                                             | فضل حق خالقیار          |       | ۱۹۳۴ ۲۰۰۴              |                 |                   |                |                          |
| دولت اسلامی افغانستان (۱۹۹۲–۲۰۰۲)                                                                                         |                         |       |                        |                 |                   |                |                          |
| | عبدالصبور فرید کوهستانی |       | ۱۹۵۲–۲۰۰۷              | ۱۹۹۲            | ۱۹۹۲              | ۴۰ روز         | حزب اسلامی گلبدین        |
| نخست‌وزیر | عبدالصبور فرید کوهستانی |       | ۱۹۵۲–۲۰۰۷              |                 |                   |                |                          |
| | گلبدین حکمتیار          |       | متولد ۱۹۴۷             | ۱۹۹۳            | ۱۹۹۴              | ۱ سال          | حزب اسلامی گلبدین        |
| نخست‌وزیر؛ دور اول | گلبدین حکمتیار          |       | متولد ۱۹۴۷             |                 |                   |                |                          |
| | ارسلا رحمانی            |       | ۱۹۳۷ ۲۰۱۲              | ۱۹۹۴            | ۱۹۹۵              | ۰–۱ سال        | حزب دعوت                 |
| نخست‌وزیر؛ موقت | ارسلا رحمانی            |       | ۱۹۳۷ ۲۰۱۲              |                 |                   |                |                          |
| | احمدشاه احمدزی          |       | ۱۹۴۴ ۲۰۲۱              | ۱۹۹۵            | ۱۹۹۶              | ۰–۱ سال        | حزب دعوت                 |
| نخست‌وزیر؛ موقت | احمدشاه احمدزی          |       | ۱۹۴۴ ۲۰۲۱              |                 |                   |                |                          |
| | گلبدین حکمتیار          |       | متولد ۱۹۴۷             | ۱۹۹۶            | ۱۹۹۷              | ۱ سال          | حزب اسلامی گلبدین        |
| نخست‌وزیر؛ دور دوم | گلبدین حکمتیار          |       | متولد ۱۹۴۷             |                 |                   |                |                          |
| | عبدالرحیم غفورزی        |       | ۱۹۴۷ ۱۹۹۷              | ۱۹۹۷            | ۱۹۹۷              | ۱۰ روز         | مستقل                    |
| نخست‌وزیر؛ در سقوط هواپیما کشته شد                                                                                         | عبدالرحیم غفورزی        |       | ۱۹۴۷ ۱۹۹۷              |                 |                   |                |                          |
| | سید محمدعلی جاوید       |       | متولد ۱۹۵۱             | ۲۱ اوت ۱۹۹۷     | 30 September 1997 | ۴۰ روز         | حرکت اسلامی افغانستان    |
| سرپرست رئیس الوزرا | سید محمدعلی جاوید       |       | متولد ۱۹۵۱             |                 |                   |                |                          |
| منصب بی سرپرست (۳۰ سپتمبر ۱۹۹۷–۱۳ ژوئیه ۲۰۰۲)                                                                             |                         |       |                        |                 |                   |                |                          |
| امارت اسلامی افغانستان (۱۹۹۶–۲۰۰۱)                                                                                        |                         |       |                        |                 |                   |                |                          |
| | ملا محمد ربانی          |       | ۱۹۵۵–۲۰۰۱              | ۲۷ سپتامبر ۱۹۹۶ | ۱۳ آوریل ۲۰۰۱     | ۴ سال، ۱۹۸ روز | طالبان                   |
| معاون شورای عالی؛ رئیس الوزرا؛ معاون رهبر طالبان؛ در قدرت بود که کشته شد                                                  | ملا محمد ربانی          |       | ۱۹۵۵–۲۰۰۱              |                 |                   |                |                          |
| | ملا محمد عبدالکبیر      |       | متولد ۱۹۵۸             | ۱۶ آوریل ۲۰۰۱   | ۱۳ نوامبر ۲۰۰۱    | ۲۱۱ روز        | طالبان                   |
| کفیل معاون رئیس شورای رهبری؛ سرپرست ریاست الوزرا؛ با حمله آمریکا کنار زده شد                                              | ملا محمد عبدالکبیر      |       | متولد ۱۹۵۸             |                 |                   |                |                          |
| منصب برچیده شد (۱۳ نوامبر ۲۰۰۱–۷ سپتامبر ۲۰۲۱)                                                                            |                         |       |                        |                 |                   |                |                          |
| امارت اسلامی افغانستان (۲۰۲۱–اکنون)                                                                                       |                         |       |                        |                 |                   |                |                          |
| | ملا محمدحسن آخند        |       | بین سال‌های ۱۹۴۵ و ۱۹۵۸ | ۷ سپتامبر ۲۰۲۱  | متصدی             | ۳ سال، ۲۱۳ روز | طالبان                   |
| سرپرست نخست‌وزیری؛ امارت اسلامی، علی‌رغم کنترل تمام قلمرو افغانستان، در حال حاضر در سطح بین‌المللی به رسمیت شناخته نشده است. | ملا محمدحسن آخند        |       | بین سال‌های ۱۹۴۵ و ۱۹۵۸ |                 |                   |                |                          |
| | ملا محمد عبدالکبیر      |       | متولد ۱۹۵۸             | ۱۷ مه ۲۰۲۳      | ۱۷ ژوئیه ۲۰۲۳     | ۶۱ روز         | طالبان                   |
| سرپرست نخست‌وزیری؛ امارت اسلامی، علی‌رغم کنترل تمام قلمرو افغانستان، در حال حاضر در سطح بین‌المللی به رسمیت شناخته نشده است. | ملا محمد عبدالکبیر      |       | متولد ۱۹۵۸             |                 |                   |                |                          |